# Evermoor titkai
Az Evermoor titkai (eredeti cím: The Evermoor Chronicles) 2014 és 2017 között futott brit televíziós rejtély sorozat, amelyet Diane Whitley és Tim Compton alkotott. A főbb szerepekben Naomi Sequeira, Finney Cassidy, Georgia Lock, Jordan Loughran, George Sear és Georgie Farmer látható.
Az Egyesült Királyságban 2014. október 10-én mutatta be a Disney Channel. Magyarországon pedig 2015. április 27-én mutatták be szintén a Disney Channel.

## Ismertető
A sorozat Tara Crossley-ról szól, az amerikai tiniről, aki az Egyesült Államokból egy brit faluba költözik, amit Evermoor-nak hívnak. Amíg az anyukája és a mostohaapja kicsomagolnak az új házban, Tara, a bátyja és a brit mostohatestvére alkalmazkodnak az új életükhöz. Veszély, rejtély és cselszövés kíséri őket a kalandjaikban.

## Szereplők
| Szereplő                    | Színész                | Magyar hang                                                                        | Évad     |
| --------------------------- | ---------------------- | ---------------------------------------------------------------------------------- | -------- |
| Tara Crossley               | Naomi Sequeira         | Bogdányi Titanilla                                                                 | Pilot-1. |
| Cameron                     | Finney Cassidy         | Czető Roland                                                                       | Pilot-2. |
| Bella Crossley              | Georgia Lock           | Dögei Éva                                                                          | Pilot-2. |
| Sebastian „Seb” Crossley    | George Sear            | Straub Norbert                                                                     | Pilot-1. |
| Sorsha Doyle                | Jordan Loughran        | Hermann Lilla                                                                      | Pilot-1. |
| Jake Crossley               | Georgie Farmer         | Straub Martin                                                                      | Pilot-2. |
| Ludicrous "Ludo" Carmichael | Alex Starke            | Pál Dániel Máté                                                                    | Pilot-2. |
| Otto                        | Sammy Moore            | Fehér Tibor (1-19., 25-32 rész) Berkes Bence (20-24. rész)                         | 1-2.     |
| Lacie Fairburn              | India Ria Amarteifio   | Gyarmati Laura (1-14. rész) Károlyi Lili (15-24. rész) Györke Laura (25-32. részt) | 1-2.     |
| Iggi                        | Ben Radcliffe          | Joó Gábor                                                                          | 2.       |
| Alice Crossley              | Scarlett Murphy        | Andrádi Zsanett                                                                    | 2.       |
| Rod Crossley                | Dan Fredenburgh        | Kautzky Armand                                                                     | Pilot    |
| Fiona Crossley              | Belinda Stewart-Wilson | Tóth Enikő                                                                         | Pilot-1. |
| Bridget nagynéni            | Georgie Glen           | Borbás Gabi                                                                        | Pilot-1. |
| Crimson Carmichael          | Margaret Cabourn-Smith | Farkasinszky Edit                                                                  | Pilot-2. |
| Chester Doyle               | Clive Rowe             | Elek Ferenc                                                                        | Pilot-2. |
| Esmerelda Dwyer             | Sharon Morgan          | Tímár Éva                                                                          | Pilot-2. |
| Jed Crossley                | Ben Hull               | Barát Attila                                                                       | 2.       |
| Davorin                     | Christopher Brand      | Kassai Károly                                                                      | 2.       |
| Cotton Lively               | Jennie Eggleton        | Koller Virág                                                                       | 1.       |

## Epizódok
| Évad | Évad  | Epizódok | Eredeti sugárzás  | Eredeti sugárzás  | Magyar sugárzás   | Magyar sugárzás   |
| Évad | Évad  | Epizódok | Évadpremier       | Évadfinálé        | Évadpremier       | Évadfinálé        |
| ---- | ----- | -------- | ----------------- | ----------------- | ----------------- | ----------------- |
|      | Pilot | 4        | 2014. október 10. | 2014. október 31. | 2015. április 27. | 2015. április 30. |
|      | 1     | 20       | 2015. november 9. | 2016. március 22. | 2016. április 18. | 2016. május 19.   |
|      | 2     | 12       | 2017. május 8.    | 2017. július 24.  | 2017. május 29.   | 2017. június 13.  |

### Pilot (2014)
| #  | #  | Eredeti cím            | Magyar cím           | Rendező      | Író        | Eredeti premier   | Magyar premier    |
| -- | -- | ---------------------- | -------------------- | ------------ | ---------- | ----------------- | ----------------- |
| 1. | 1. | The Mysterious Village | A rejtélyes Evermoor | Chris Cottam | Bede Blake | 2014. október 10. | 2015. április 27. |
| 2. | 2. | Fire In House          | Tűz a házban         | Chris Cottam | Bede Blake | 2014. október 17. | 2015. április 28. |
| 3. | 3. | Magical Typewriter     | Mágikus írógép       | Chris Cottam | Bede Blake | 2014. október 24. | 2015. április 29. |
| 4. | 4. | Supreme Everine        | A visszatérő everine | Chris Cottam | Bede Blake | 2014. október 31. | 2015. április 30. |

### 1. évad (2015–16)
| #   | #   | Eredeti cím                         | Magyar cím                     | Rendező         | Író                | Eredeti premier    | Magyar premier    |
| --- | --- | ----------------------------------- | ------------------------------ | --------------- | ------------------ | ------------------ | ----------------- |
| 5.  | 1.  | Normal                              | A kiválasztott                 | Rebecca Rycroft | Bede Blake         | 2015. november 9.  | 2016. április 18. |
| 6.  | 2.  | Weaving Bad                         | Cotton Lively története        | Rebecca Rycroft | Bede Blake         | 2015. november 10. | 2016. április 19. |
| 7.  | 3.  | Night of the Stench                 | A bűz éjszakája                | Rebecca Rycroft | Bede Blake         | 2015. november 16. | 2016. április 20. |
| 8.  | 4.  | Drifty                              | Az áruló                       | Rebecca Rycroft | Bede Blake         | 2015. november 17. | 2016. április 21. |
| 9.  | 5.  | Tallulah Brinkworth Meets Her Match | Tallulah Brinkworth színre lép | Rebecca Rycroft | Bede Blake         | 2015. november 23. | 2016. április 25. |
| 10. | 6.  | Forevermoor                         | Evermoor mindörökké            | Jordan Hogg     | Bede Blake         | 2015. november 24. | 2016. április 26. |
| 11. | 7.  | Day of Hearts                       | A szívek napja                 | Jordan Hogg     | Julie Bower        | 2015. november 30. | 2016. április 27. |
| 12. | 8.  | The Labours of Bella                | A próba                        | Jordan Hogg     | Neil Jones         | 2015. december 1.  | 2016. április 28. |
| 13. | 9.  | Spellbound                          | Szó és betű                    | Jordan Hogg     | Sarah Courtauld    | 2015. december 7.  | 2016. május 2.    |
| 14. | 10. | Nothing Rhymes with Cameron         | Az idő körei                   | Jordan Hogg     | Bede Blake         | 2015. december 8.  | 2016. május 3.    |
| 15. | 11. | Twist of Fate                       | A sors keze                    | Graeme Harper   | Sarah Courtauld    | 2016. február 22.  | 2016. május 4.    |
| 16. | 12. | A Fuffwah too Far                   | A tárgyalás                    | Graeme Harper   | Bede Blake         | 2016. február 16.  | 2016. május 5.    |
| 17. | 13. | Valentina                           | Valentina                      | Graeme Harper   | Neil Jones         | 2016. február 17.  | 2016. május 9.    |
| 18. | 14. | Operations Lights Out               | A lámpa hadművelet             | Graeme Harper   | Sarah Courtauld    | 2016. február 18.  | 2016. május 10.   |
| 19. | 15. | Being Bella                         | Bella bőrében                  | Graeme Harper   | Bede Blake         | 2016. március 7.   | 2016. május 11.   |
| 20. | 16. | The Science of Seb                  | Sebastienne                    | Steve Hughes    | Neil Jones         | 2016. március 8.   | 2016. május 12.   |
| 21. | 17. | The Rise of Hollowfall              | Sárfalu felemelkedik           | Steve Hughes    | Tim Compton        | 2016. március 14.  | 2016. május 16.   |
| 22. | 18. | New Flames                          | Új láng                        | Steve Hughes    | Paul Gerstenberger | 2016. március 15.  | 2016. május 17.   |
| 23. | 19. | The Egg and the Snoot               | A tojás titka                  | Steve Hughes    | Bede Blake         | 2016. március 21.  | 2016. május 18.   |
| 24. | 20. | Nevermoor                           | A vég                          | Steve Hughes    | Bede Blake         | 2016. március 22.  | 2016. május 19.   |

### 2. évad (2017)
| #   | #   | Eredeti cím                     | Magyar cím              | Rendező         | Író                | Eredeti premier  | Magyar premier   |
| --- | --- | ------------------------------- | ----------------------- | --------------- | ------------------ | ---------------- | ---------------- |
| 25. | 1.  | Splintered                      | Tükröm, tükröm          | Paul Cotter     | Bede Blake         | 2017. május 8.   | 2017. május 29.  |
| 26. | 2.  | The Things They Say About Alice | Pletykák Alice-ről      | Paul Cotter     | Neil Jones         | 2017. május 15.  | 2017. május 30.  |
| 27. | 3.  | No Life Crisis                  | 13 gyertya              | Paul Cotter     | Tim Compton        | 2017. május 22.  | 2017. május 31.  |
| 28. | 4.  | Love (Really) Hurts             | A szerelem (igenis) fáj | Paul Cotter     | Bede Blake         | 2017. május 29.  | 2017. június 1.  |
| 29. | 5.  | Rags to Riches                  | Rongyrázás              | Sarah Walker    | Bede Blake         | 2017. június 5.  | 2017. június 2.  |
| 30. | 6.  | Dogsbody                        | Kutyabőr                | Sarah Walker    | Neil Jones         | 2017. június 12. | 2017. június 5.  |
| 31. | 7.  | El Monsignor's Last Stand       | El Monsignor            | Sarah Walker    | Sarah Courtauld    | 2017. június 19. | 2017. június 6.  |
| 32. | 8.  | The Itchies                     | Bogár vadászat          | Sarah Walker    | Paul Gerstenberger | 2017. június 26. | 2017. június 7.  |
| 33. | 9.  | Race to Stink Island            | Irány a bűzsziget!      | Patrick Harkins | Paul Gerstenberger | 2017. július 3.  | 2017. június 8.  |
| 34. | 10. | Little White Big Fat Lie        | Ártatlan nagy hazugság  | Patrick Harkins | Bede Blake         | 2017. július 10. | 2017. június 9.  |
| 35. | 11. | Showtime!                       | Az előadás              | Patrick Harkins | Sarah Courtauld    | 2017. július 17. | 2017. június 12. |
| 36. | 12. | Vampire Luau                    | A meglepetés            | Patrick Harkins | Bede Blake         | 2017. július 24. | 2017. június 13. |

## Fordítás
- Ez a szócikk részben vagy egészben  a   The Evermoor Chronicles című angol Wikipédia-szócikk fordításán alapul.  Az eredeti cikk szerkesztőit annak laptörténete sorolja fel. Ez a jelzés csupán a megfogalmazás eredetét és a szerzői jogokat jelzi, nem szolgál a cikkben szereplő információk forrásmegjelöléseként.